# 4488 Tokitada
4488 Tokitada è un asteroide della fascia principale. Scoperto nel 1987, presenta un'orbita caratterizzata da un semiasse maggiore pari a 2,1809857 au e da un'eccentricità di 0,1440553, inclinata di 4,35232° rispetto all'eclittica.
L'asteroide è deedicato al comandante giapponese Taira-no Tokitada.